# Station Paris-Montparnasse
Station Paris-Montparnasse, lokaal vaak aangeduid als Gare Montparnasse, is een van de zeven grote kopstations in Parijs. Het bevindt zich op de grens van het 14e arrondissement en het 15e arrondissement. Van hier vertrekken de TGV-lijnen van de SNCF in de richting van Bretagne, de kust van de Atlantische Oceaan en het zuidwesten van Frankrijk. Daarnaast vormt het station een knooppunt van de metro van Parijs in het metrostation Montparnasse - Bienvenüe. Het wordt aangedaan door lijn 4, lijn 6, lijn 12 en lijn 13. Het metrostation verwerkt zo'n 50 miljoen reizigers per jaar.
Het station werd bekend door een ernstig spoorwegongeluk in 1895, toen een locomotief na het weigeren van de remmen door de buitenmuur van het stationsgebouw reed en tien meter omlaag stortte. Daarbij viel een dode en raakten enkele personen gewond. Dit ongeluk is op tal van tekeningen en lithografieën uitgebeeld. Het oorspronkelijke station is in de jaren 60 na een discutabele vastgoedoperatie gesloopt; op zo'n 600 meter staduitwaarts is het nieuwe station neergezet.

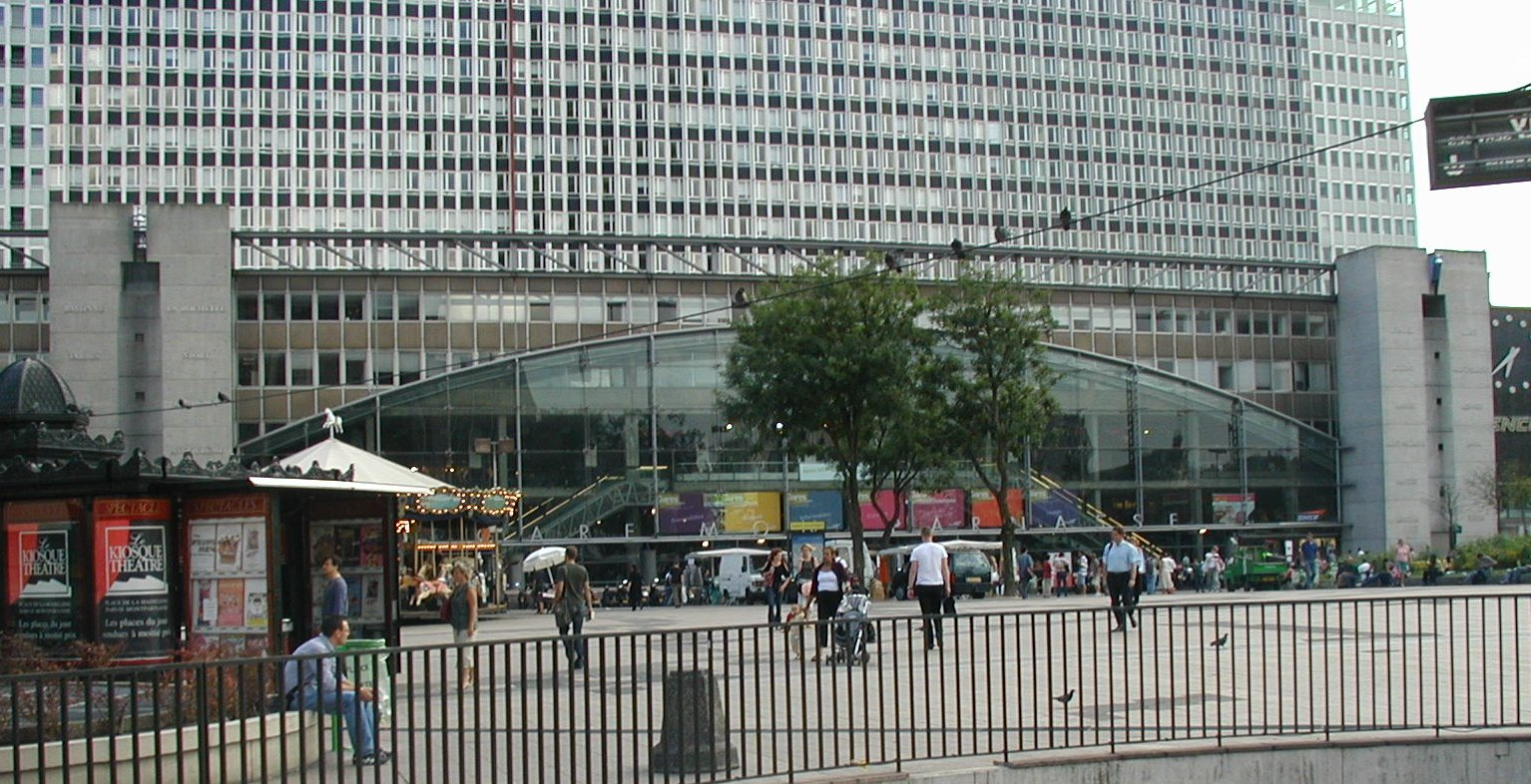
Gare Montparnasse

## Geschiedenis

### Gare de l'Ouest
Het eerste station op deze plek werd in 1840 aan de Boulevard Montparnasse, bij de place de Rennes (tegenwoordig bekend als place du 18-Juin-1940) gebouwd met de naam gare de l'Ouest (Weststation).

### Het oude station Montparnasse
Door de snelle groei van het reizigersverkeer werd het station 12 jaar later, in 1852, vervangen door een ander gebouw dat ontworpen was door de architect Victor-Benoît Lenoir en civiel ingenieur Eugène Flachat. Dit gebouw heeft drie oorlogen overleefd maar viel in de jaren 1960 ten prooi aan vastgoedontwikkelaars. Op de plek van dit stationsgebouw vindt men nu de Tour Montparnasse. Het oude stationsgebouw is wereldbekend geworden door een ongeval dat op 22 oktober 1895 plaatsvond waarbij de sneltrein uit Granville niet tijdig kon remmen en door de buitenmuur tien meter naar beneden stortte.

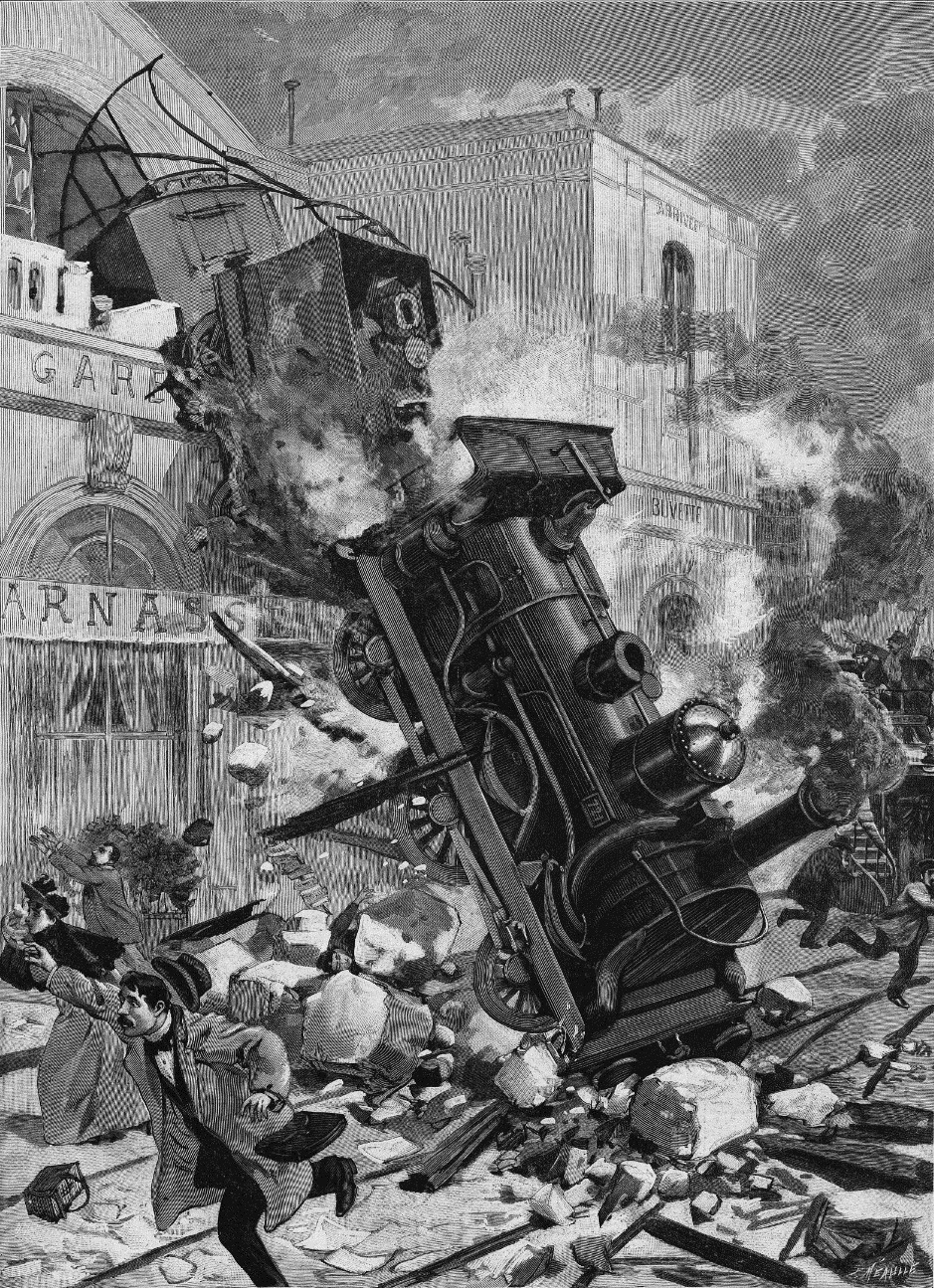
Treinongeluk Gare Montparnasse
(1895), Fortuné Méaulle

Aan het einde van de jaren 1930 was ook dit station te klein geworden, en werd er aan de nabijgelegen boulevard de Vaugirard een nieuw bijgebouw in art-deco-stijl geopend, het Gare de la Maine. Vanaf hier vertrokken de lange-afstandstreinen naar Bretagne; het oude gebouw bleef beschikbaar voor het lokale verkeer. Het station overleefde de Tweede Wereldoorlog betrekkelijk ongehavend, en op 25 augustus 1944 tekende de Duitse generaal Von Choltitz in het station de overgave van het Duitse garnizoen, hetgeen de culminatie van de bevrijding van Parijs was.

## Bedieningsgebied

Bedieningsgebieden van de Parijse kopstations
----

Gare d'Austerlitz · Gare de la Bastille (gesloopt) · Gare de Bercy · Gare de l'Est · Gare de Lyon · Gare Montparnasse · Gare du Nord · Gare d'Orsay (hergebruikt als museum) · Gare Saint-Lazare · Lijst van RER-stations
- Bibliothèque nationale de France: cb119572573 (data)
- Virtual International Authority File: 146150746964916301002